# Cour du Havre
La cour du Havre est une voie située dans le quartier de l'Europe du 8e arrondissement de Paris.

## Situation et accès
Dépendance de la gare Saint-Lazare, elle fait le pendant à la cour de Rome située à l'ouest de la gare.
La cour du Havre est desservie par les lignes 3, 12, 13 et 14 du métro à la station Saint-Lazare, ainsi que par les lignes 20, 21, 22, 26, 27, 28, 29, 32, 42, 43, 66, 80, 94 et 95 du réseau de bus RATP.

## Origine du nom

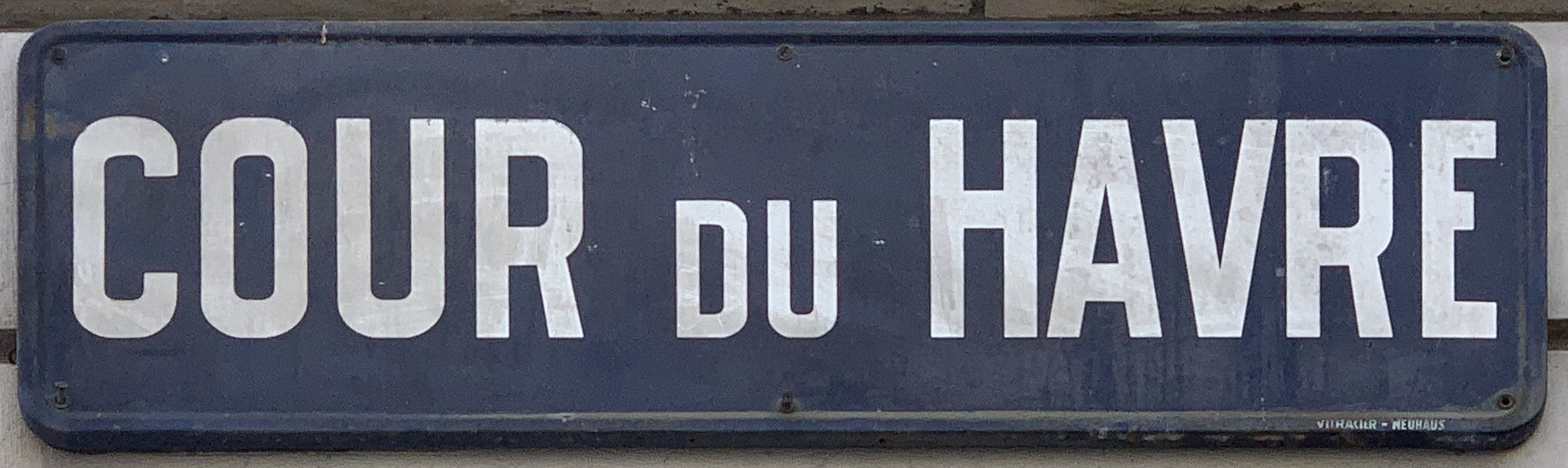
Plaque de la voie.

Elle doit son nom de son voisinage avec la rue homonyme.

## Historique
Cette voie est créée lors de la reconstruction de la gare Saint-Lazare entre 1885-1888.
Le 15 juillet 1918, durant la première Guerre mondiale, un obus lancé par la Grosse Bertha explose cour du Havre.

## Bâtiments remarquables et lieux de mémoire
- La gare Saint-Lazare.
- L'accumulation du sculpteur Arman, haute de cinq mètres, intitulée L'Heure de tous représentant un empilement de pendules[3].